# اد لو (دوچرخه‌سوار)
اد لو (انگلیسی: Ed Lowe؛ زادهٔ ۲۴ اوت ۲۰۰۳) دوچرخه‌سوار پیست اهل بریتانیا است.
وی در مسابقات کشوری و بین‌المللی در مجموع برندهٔ ۱ مدال نقره شده است.